# Хлорид α-сульфанура
Хлорид α-сульфанура — неорганическое соединение,
серы, кислорода, азота и хлора
с формулой [OS(N)Cl]3,
бесцветные кристаллы,
не растворяется в воде.

## Получение
- Пропускание аммиака через раствор в петролейном эфире сульфурилхлорида и тионилхлорида:

{\displaystyle {\mathsf {3SO_{2}Cl_{2}+3SOCl_{2}+12NH_{3}\ \xrightarrow {} \ [OS(N)Cl]_{3}+3SO_{2}+9NH_{4}Cl}}}
соединение очищают сублимацией в вакууме при 60-80°С.

## Физические свойства
Хлорид α-сульфанура образует бесцветные кристаллы
ромбической сингонии, пространственная группа P nma, параметры ячейки a = 0,7552 нм, b = 1,154 нм, c = 1,0078 нм, Z = 4
.
Не растворяется в воде, медленно подвергается гидролизу.
Растворяется в органических растворителях.